# Kapel van Hilst

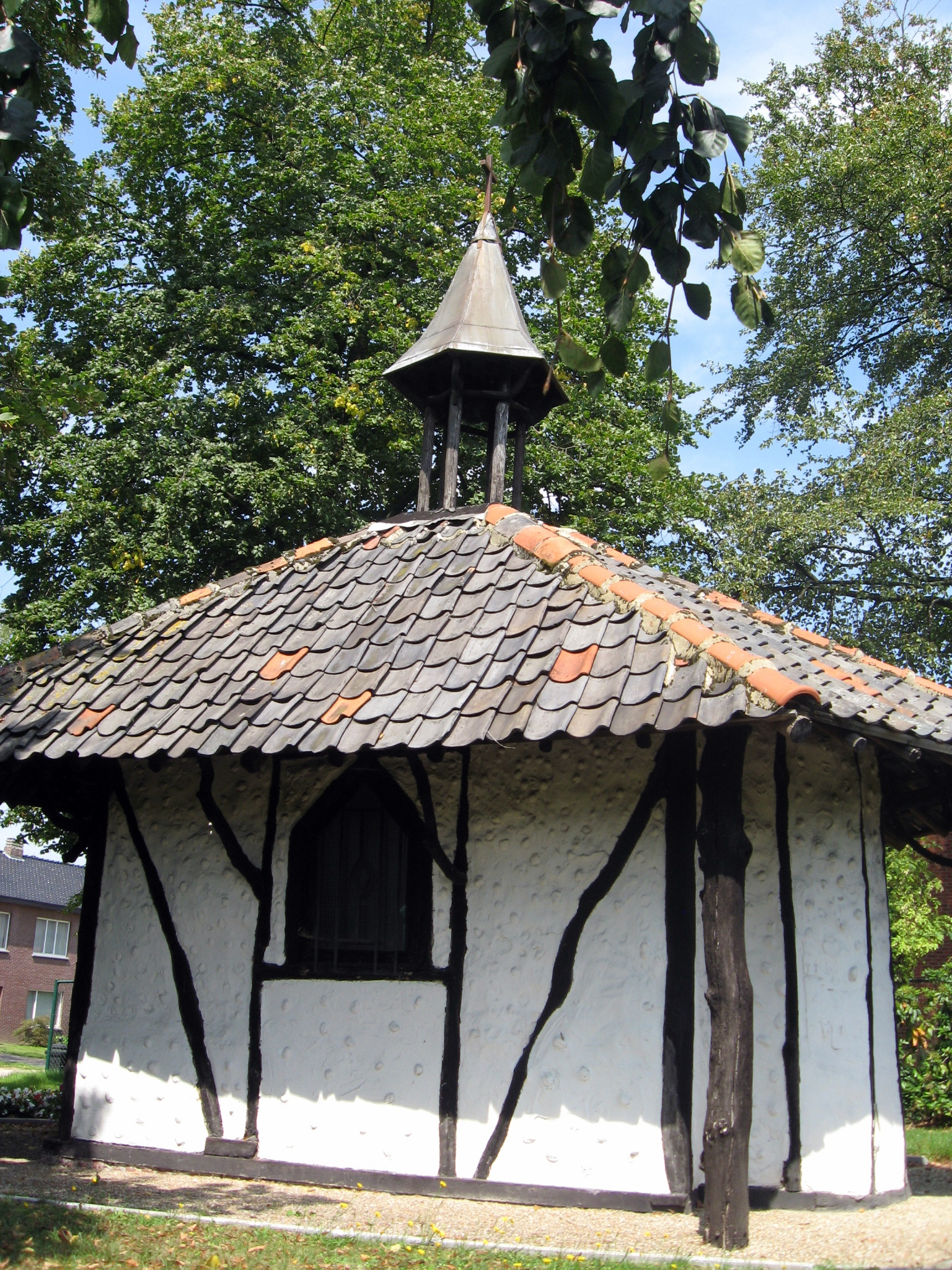
Kapel van Hilst

De Kapel van Hilst is een veldkapel, gelegen aan de Oude Truierbaan te Hasselt.

## Geschiedenis
In de nabijheid vond in 1798 de laatste veldslag plaats in het kader van de Boerenkrijg. Hierbij werden de boerenstrijders verpletterend verslagen.
In 1850 werd op deze plaats een massagraf gevonden. Hierin werden de stoffelijke resten van 60 mensen aangetroffen, en daarnaast ook knopen en medailles met de afbeelding van Christus en Onze-Lieve-Vrouw. De stoffelijke resten werden herbegraven op de begraafplaats van Sint-Lambrechts-Herk. Op de plaats van het massagraf werd, ook in 1850, een kleine kapel opgericht in hout en leem. Het is daarmee het oudste Boerenkrijgsmonument, het "officiële" monument te Hasselt werd pas in 1898 ingehuldigd. Sindsdien vindt een jaarlijkse herdenkingsplechtigheid plaats, waarin ook de kapel een rol speelde. Er werd namelijk een bedevaart naar de kapel gehouden en aldaar werd een mis opgedragen.
Oprichtster was mevrouw Bamps-Lebon, die eigenares was van het domein Klein Hilst. In de loop der jaren raakte de kapel en haar omgeving in verval. Op initiatief van de Vlaamse Toeristenbond werd de kapel in 1938 een honderdtal meter verplaatst, waardoor ze aan de weg kwam te liggen. In 1943 kwam de kapel, met de grond eromheen, in bezit van de stad Hasselt, die sindsdien voor het onderhoud van de kapel zorg draagt. In 2010 werd de kapel, samen met de onmiddellijke omgeving, beschermd als monument.

## Gebouw
Het huidige gebouw is een rechthoekige kapel onder een overstekend, met pannen bedekt, tentdak. Op het tentdak staat centraal een dakruiter. Het geheel is in vakwerkbouw, opgevuld met leem. Het gebint bestaat uit ruwe, ontschorste, boomstammen.
Het interieur is gering van afmeting. Naast een marmeren plaat met inscriptie: à la mémoire des payans-patriotes tués ici le 6 décembre 1798 vindt men ook enkele beelden, waaronder een gipsen afgietsel van een 16e-eeuwse Christus op de koude steen. Voorts een gipsen Maria die de slang vertrapt, op een 18e-eeuwse sokkel in rococostijl.
Het Gilde Ter Hilst organiseerde vanaf 1962 de Boerenkrijgsfeesten. Op 5 december vindt nog altijd een herdenking plaats, georganiseerd door het plaatselijk Boerenkrijgscomité.